# اليسار الأولندي
كان  اليسار الأولندي (بالسويدية: Åländsk Vänster) هو حزب سياسي في أولند، فنلندا. وشارك في انتخابات 1979 و 1983 إلى البرلمان الإقليمي، ولكن بدون الفوز بأي مقعد.

## الإشارة
- Petersson, Olof, Nordisk Politik (4th Edition), Stockholm: Nordstedts Juridik, 1998, p. 196